# Filippo Virgilii
Filippo Virgilii (Montefestino, 1865 – Roma, 1950) è stato uno statistico italiano.
Docente all'università di Siena dal 1893, ne fu rettore dal 1908 al 1910,  fu condirettore di Studi senesi. Tra le sue opere si ricordano Manuale di statistica (1891), Il problema della popolazione (1924) e Le assicurazioni sociali e private in Italia (1946). Nel 1894 fu tra i fondatori, assieme a Giuseppe Vadalà Papale e Giuseppe Fiamingo, della Rivista di sociologia.
Nel gennaio 1903 fu affiliato col grado di Maestro nella  loggia massonica Arbia di Siena, della quale fu Maestro venerabile a due riprese,  dal 1908 al 1910 e dal 1919 al 1920. Nel 1905, quando il Partito socialista lanciò il primo referendum per stabilire l'incompatibilità tra il partito e la Massoneria, si dimise dal partito. Nel 1913 aderì al Partito socialista riformista.